# Carduus argyroa
Carduus argyroa là một loài thực vật có hoa trong họ Cúc. Loài này được Biv. mô tả khoa học đầu tiên năm 1813.